# Caraïbische Voetbalunie

CFU (oranje), CONCACAF (oranje + lichtbruin).

De Caraïbische Voetbal Unie (CFU) is de overkoepelende organisatie voor het voetbal in het Caraïbische gebied inclusief Bermuda en de drie Guyana's (Guyana, Suriname en Frans-Guyana).
Er zijn 25 FIFA-leden lid en de leden vallen onder de CONCACAF-regio. Ook zijn vijf gebiedsdelen lid die niet onder de FIFA vallen maar onder de onafhankelijke NF-Board.

## Aangesloten landen
¹ voorlopig lid 

## Competities
De CFU organiseert onder andere de volgende competities
Landenteams
Caribbean Cup; landentoernooi waarvan de beste vier zich plaatsen voor de CONCACAF Gold Cup en als opvolger van het CFU-kampioenschap (1978-1988) kan worden gezien.
Clubteams
CFU Club Championship; internationaal clubtoernooi waarvan de beste drie zich plaatsen voor de CONCACAF Champions League.
Caribbean Club Shield; internationaal clubtoernooi.